# 小豆洗い

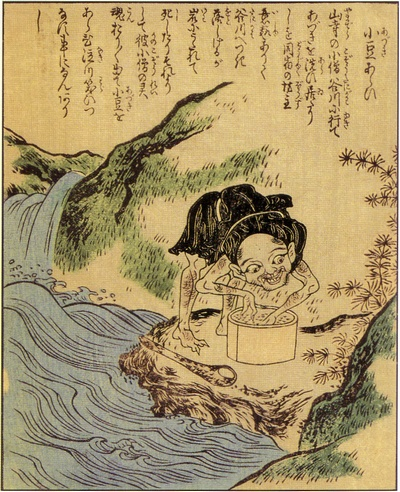
竹原春泉画『絵本百物語』より「小豆洗い」

水木しげるロードに設置されている「小豆洗い」のブロンズ像

小豆洗い（あずきあらい）は、川で小豆を洗うといわれる日本の妖怪。
山梨県笛吹市境川、藤垈の滝付近、新潟県は糸魚川、秋田県、群馬県、京都府、東京都、愛媛県など、出没地域は全国多数。そのため別称も多岐にわたり、広島県世羅郡、山口県美祢郡（現・美祢市）、宇部市、愛媛県広見町（現・鬼北町）などでは小豆とぎ、岩手県雫石村（現・雫石町）では小豆アゲ、長野県長野市川中島では小豆ごしゃごしゃ、山梨県北巨摩郡では小豆そぎ、鳥取県因幡地方では小豆こし、岡山県都窪郡や阿哲郡（現・新見市）では小豆さらさら、香川県坂出地方では小豆ヤロなどと呼ばれる。前述の愛媛県広見町では砂洗いとも呼ばれる。

## 各地の伝承
長野県松本市では、木を切り倒す音や赤ん坊の泣き声をたてたという。群馬県邑楽郡邑楽町や島根県では、人をさらうものといわれる。
陸奥国白河藩の『白河風土記』（文化2〈1805年〉）巻四によれば、鶴生（つりう、現・福島県西白河郡西郷村大字）の奥地の高助という所の山中では、炭窯に宿泊する者は時として鬼魅（きみ）の怪を聞くことがあり、その怪を小豆磨（あずきとぎ）と呼ぶ。炭焼き小屋に近づいて夜中に小豆を磨ぐ音を出し、その声をサクサクという。外に出て見てもそこには何者も無いと伝えられている。
茨城県や佐渡島でいう小豆洗いは、背が低く目の大きい法師姿で、笑いながら小豆を洗っているという。これは縁起の良い妖怪といわれ、娘を持つ女性が小豆へ持って谷川へ出かけてこれを目にすると、娘は早く縁づくという。
大分県では、川のほとりで「小豆洗おか、人取って喰おか」と歌いながら小豆を洗う。その音に気をとられてしまうと、知らないうちに川べりに誘導され落とされてしまうともいう。音が聞こえるだけで、姿を見た者はいないともいわれる。
この他、ひたちなか市勝田地区には、「あずきばあさん」と呼ばれる伝承が近代までみられ、話者によっては、小豆洗いの妻と解釈もされているが、老婆が洗っていると認識された。

## 小豆洗いの物語
この妖怪の由来が物語として伝わっていることも少なくない。江戸時代の奇談集『絵本百物語』にある「小豆あらい」によれば、越後国の高田（現・新潟県上越市）の法華宗の寺にいた日顕（にちげん）という小僧は、体に障害を持っていたものの、物の数を数えるのが得意で、小豆の数を一合でも一升でも間違いなく言い当てた。寺の和尚は小僧を可愛がり、いずれ住職を継がせようと考えていたが、それを妬んだ円海（えんかい）という悪僧がこの小僧を井戸に投げ込んで殺した。以来、小僧の霊が夜な夜な雨戸に小豆を投げつけ、夕暮れ時には近くの川で小豆を洗って数を数えるようになった。円海は後に死罪となり、その後は日顕の死んだ井戸で日顕と円海の霊が言い争う声が聞こえるようになったという。
東京都檜原村では小豆あらいど（あずきあらいど）といって、ある女が小豆に小石が混ざっていたと姑に叱られたことから川に身を投げて以来、その川から小豆をとぐ音が聞こえるようになったという。愛媛県松山市に伝わる小豆洗いの話では、明治初期に川の洗い場に50歳ほどの女性が小豆と米を洗っていたため、そこには誰も洗濯に寄らず、その女はやがて死に去ったという。
茨城県那珂郡額田地区の伝承の小豆洗いは女性であると伝わり、そもそもの素性は、400年以上前の額田佐竹氏が太田の佐竹本家と江戸氏の連合軍に攻め立てられて落城する前日に出陣し、帰らぬ旅路についた城主の父に対し、出陣祝いの小豆飯を炊いて進ぜた姫君の姿であるとする。

## 正体
小豆洗いの正体を小動物とする地方もあり、新潟県刈羽郡小国町（現・長岡市）では山道でイタチが尻尾で小豆の音を立てているものが正体だといい、新潟県十日町市でもワイサコキイタチという悪戯イタチの仕業とされる。長野県上水内郡小川村でも小豆洗いはイタチの鳴き声とされる。大分県東国東郡国東町（現・国東市）でもイタチが口を鳴らす音が正体とされ、福島県大沼郡金山町でも同様にイタチといわれる。
岡山県赤磐郡（現・岡山市）では小豆洗い狐（あずきあらいぎつね）といって、川辺でキツネが小豆の音をたてるという。岡山県久米郡（現・倉吉市）では「アヅイアラヒ」と称したが、ここでも狐に似ると伝わっていた。長野県伊那市や山梨県上野原市でもキツネが正体といわれる。京都府北桑田郡美山町（現・南丹市）ではシクマ狸という化け狸の仕業とされるほか、風で竹の葉が擦りあう音が正体ともいう。香川県観音寺市でもタヌキが小豆を磨いているといわれ、香川県丸亀市では豆狸の仕業、徳島県でも狸の一種だともいわれた。広島県ではカワウソが正体といわれる。津村淙庵による江戸時代の随筆『譚海』ではムジナが正体とされる。
秋田県では大きなガマガエルが体を揺する音といわれる。福島県ではヒキガエルの背と背をすり合わせることで疣が擦れ合った音が小豆洗いだともいい、根岸鎮衛の随筆『耳嚢』でもガマガエルが正体とされている。
また江戸時代には小豆洗虫（あずきあらいむし）という昆虫の存在が知られていた。妖怪研究家・多田克己によれば、これは現代でいうチャタテムシのこととされる。昆虫学者・梅谷献二の著書『虫の民俗誌』によれば、チャタテムシが紙の澱粉質を食べるために障子にとまったとき、翅を動かす音が障子と共鳴する音が小豆を洗う音に似ているとされる。また、かつてスカシチャタテムシの音を耳にした人が「怖い老婆が小豆を洗っている」「隠れ座頭が子供をさらいに来た」などといって子供を脅していたともいう。新潟県松代町では、コチャタテムシが障子に置時計の音を立てるものが小豆洗いだという。

### 自然地形の音響説
新潟県では、糸魚川近辺の海岸は小砂利浜であり、夏にここに海水浴に来る人間が砂浜を歩く「ザクザク」という音が小豆を研ぐ音に酷似していたため、これが伝承の元となったともいう。山形県西置賜郡白鷹町でも、小川の水が小豆の音に聞こえるものといわれる。
一般論として、山渓が岩壁をえぐった洞窟などが、奇妙な音響を発し、それが小豆洗いなどの神のしわざと考えられた伝承だという説明もされる。
現代（昭和期）に発表された伝承では、小豆洗いの出現場所に近代建築物である土管や暗渠溝（の奥深く）が含まれる。

### その他説明
長野県下諏訪などではこうした妖怪の噂に乗じ、男性が仲間の者を小豆洗いに仕立て上げ、女性と連れ立って歩いているときに付近の川原で小豆洗いの音を立てさせ、怖がった女性が男性に抱きつくことを楽しんだという話もある。

## 図像と擬音
江戸期の『絵本百物語』（竹原春泉の画、既述）の小豆洗いの図像を模したものを、水木しげるは漫画で継承しており、そこに擬音語が加えられている。小豆洗いが「ショキショキ」という音を立てて洗うという設定は、水木にみならず、妖怪の参考書でも紹介されている。しかし、その原典とされる柳田國男著『妖怪談義』の「アズキトギ」（別名「小豆洗い」、「小豆ささら」）の項をみると、実際は小豆洗いではなく荒神様が米を研ぐ伝承であり、「ショキショキ」も研ぎ音でなく歌文句だとされている。すなわち荒神は白装束の姿で「お米とぎやしょか人取ってくいやしょかショキショキ」と歌いつ、研ぐ米を井に落としていくのだという（「信州北佐久郡の某地の井」の伝承）。
とはいえ、柳田はアズキトギが「サクサク」という音を立てるとする福島県の伝承を江戸期の文献（『白河風土記』、既述）より提示しており、また「シャリシャリ」という研ぎ音も、昭和期収集の伝承に記録される（徳島県）。

## 類似の妖怪
小豆はかり
小豆婆（あずきばばあ）
くねゆすり
秋田県仙北郡中川村（現・仙北市）に伝わる音のみの妖怪。小豆洗いのそばに現れ、生垣を揺すって人間を驚かせる。名称の「くね」とは生垣の意味。
米とぎ婆（こめとぎばば）
長野県北佐久郡。山中や井戸で米をとぐ音をたてるという妖怪。
洗濯狐（せんたくぎつね）
静岡県引佐郡麁玉村（浜北市→現・浜松市）。夜中に洗濯の音をたてるという妖怪。